# Jan Kupecký

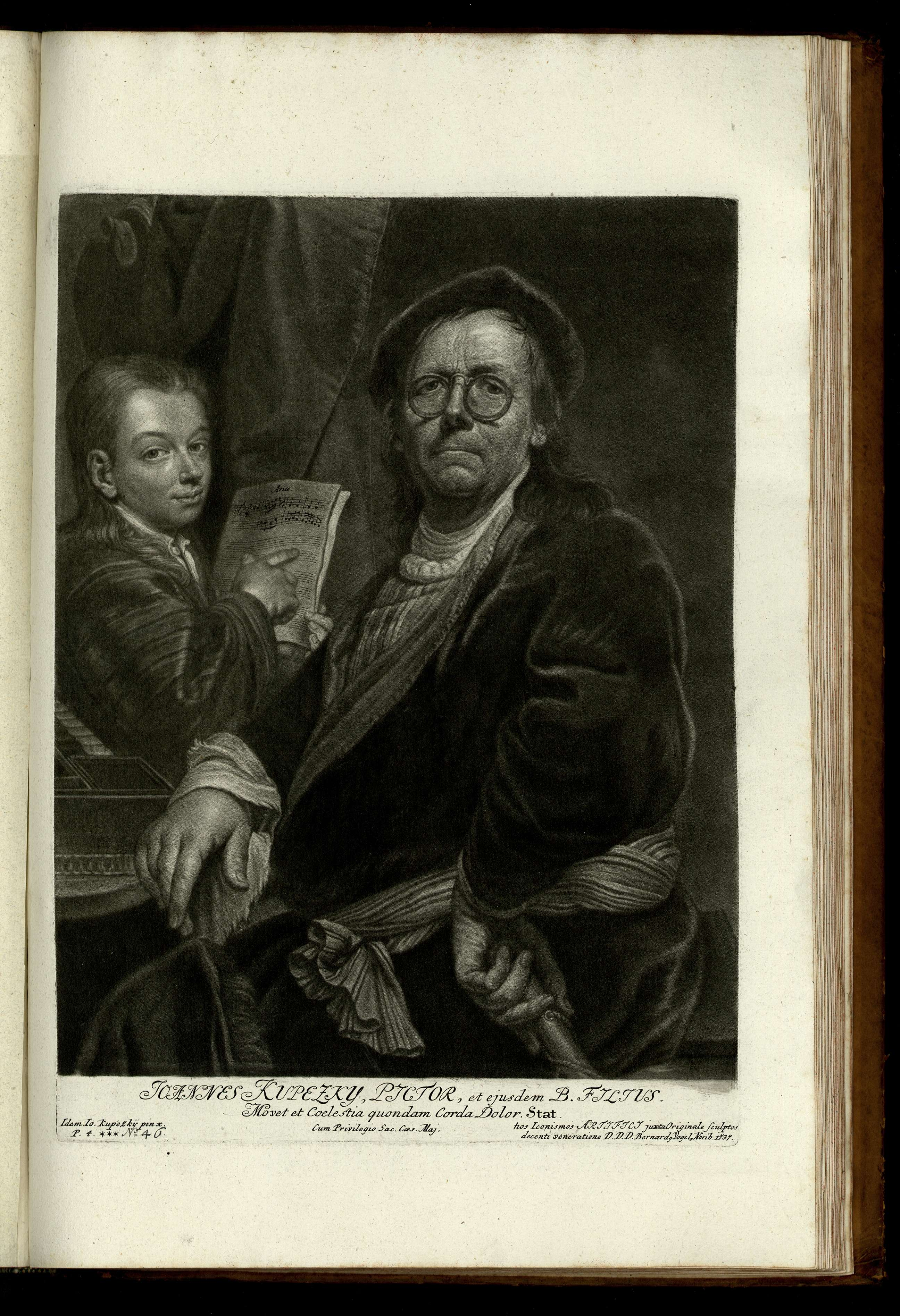
Jan Kupecký și fiul său de Bernhard Vogel

Jan Kupecký sau Ján Kupecký (în germană: Johann Kupetzky, în maghiară: Kupecky János sau Kupeczky János, 1667, Bazin, Regatul Ungariei (astăzi în Slovacia) – 16 iulie 1740, Nürnberg) a fost un pictor portretist ceh în stil baroc. El s-a născut în Slovacia, a lucrat în Ungaria, Slovacia, Viena și Nürnberg. Bernhard Vogel a realizat un număr mare de gravuri după picturile lui Kupecký.

## Viața
Kupecký, la fel ca mulți oameni din acele timpuri, a fost fiul unor părinți protestanți (Frații Cehi) din Boemia (în special din Mladá Boleslav) care au căutat refugiu în Slovacia (care făcea parte pe atunci din Regatul Ungariei) din cauza persecuției religioase la care au fost supuși de către catolici. El s-a născut în Pezinok - un oraș de lângă Bratislava.
Potrivit surselor, el a început studiile cu pictorul elvețian Benedikt Klaus, care activa atât la Viena, cât și în Regatul Ungariei. La vârsta de douăzeci de ani, Kupecký a mers într-o călătorie lungă de studii în Italia. Prințul Aleksander Benedykt Sobieski, fiul regelui polonez Ioan Sobieski al III-lea, pe care l-a întâlnit la Roma, l-a ajutat să devină celebru. S-a întors la Viena în anul 1709, după douăzeci și doi de ani petrecuți la Veneția și Roma. Se cunosc puține informații despre activitatea sa pe pământ italian, precum și despre primele sale lucrări și stabilirea sa la Viena.
Potrivit biografului său contemporan, elvețianul Johann Caspar Füssli, protestantul Kupecký, care a păstrat cu încăpățânare religia strămoșilor săi, a trăit retras și izolat în mediul catolic din Viena, care era sub influența curții și aristocrației imperiale. Cu toate acestea, această teorie este contrazisă parțial de faptul că maestrul a primit un număr mare de comenzi din partea curții, în timp ce lucra la Viena. A pictat portrete ale diferiților membri ai dinastiei, prințul Eugeniu de Savoia, mai multe aristocrați, și, în Karlovy Vary, chiar a țarului rus Petru I. Operele numeroase din această perioadă cuprind o serie de portrete superbe ale familiei și prietenilor lui Kupecky, precum și ale pictorului  însuși, precum și a mai multor persoane, a căror identitate este necunoscută.
În 1733 Kupecký, temându-se de persecuții religioase, a fugit împreună cu familia sa de la Viena la Nürnberg și a lucrat acolo până la moartea sa, în anul 1740. În calitate de cel mai important pictor portretist din Germania, a primit comenzi din partea unui număr mare de prinți germani, demnitari ai bisericii, negustori bogați și oameni de știință, iar lucrările sale au fost popularizate prin gravuri chiar în timpul vieții sale. Prin elevii și urmașii săi, influența artistică a lui Kupecký a rămas vie și răspândită pe scară largă pentru o lungă perioadă de timp.
Deși Kupecký și-a petrecut o mare parte a vieții sale în afara patriei, el s-a considerat întotdeauna un pictor ceh.

## Lucrări
Picturile sale au fost inspirate de lucrările lui Caravaggio, Reni și Rembrandt.
Printre lucrările sale se află:
- Portretul țarului Petru I al Rusiei
- Portretul lui Alexei Petrovici, Țarevici al Rusiei
- Portretul lui Matej Bel
- Războinic curut

și multe alte picturi
Galeria Municipală din Bratislava deține cea mai completă colecție de reprezentări grafice ale picturilor sale.